# Нойштадт-на-Айші
Нойштадт-на-Айші (нім. Neustadt an der Aisch) — місто в Німеччині, розташоване в землі Баварія. Підпорядковується адміністративному округу Середня Франконія. Адміністративний центр району Нойштадт-на-Айші–Бад-Віндсгайм.
Площа —  км2. Населення становить 13 224 ос. (станом на 31 грудня 2020).

## Географія

### Адміністративний поділ
Місто  складається з 11 районів:
- Біркенфельд
- Дібах
- Еггензе
- Геррннойзес
- Кляйнерльбах
- Обернессельбах
- Унтершвайнах
- Обершвайнах
- Шауергайм
- Шеллерт
- Унтернессельбах

## Історія
10 лютого 1471 року в Нойштадт-на-Айші помер Фрідріх II (курфюрст Бранденбургу).

## Галерея

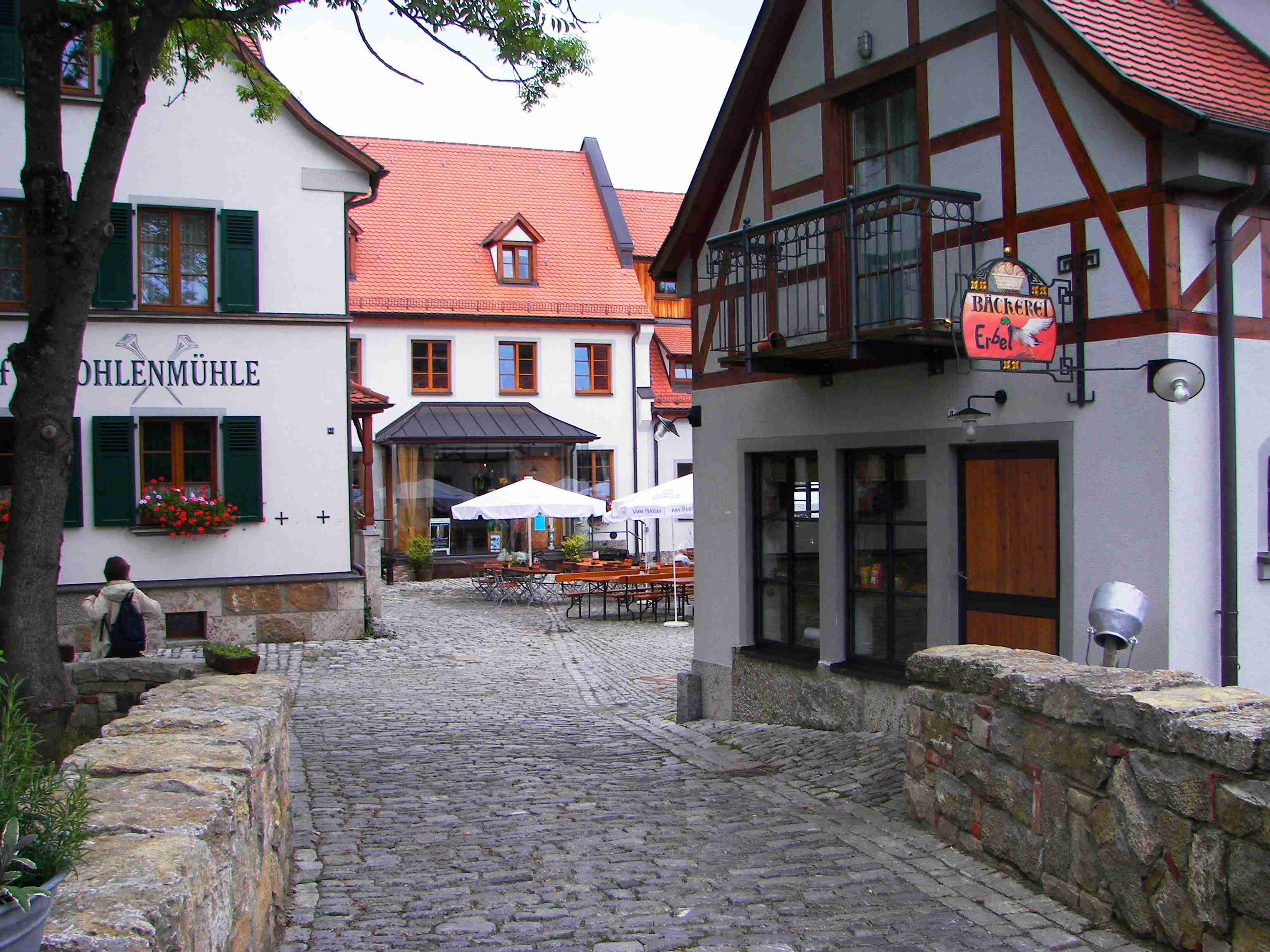
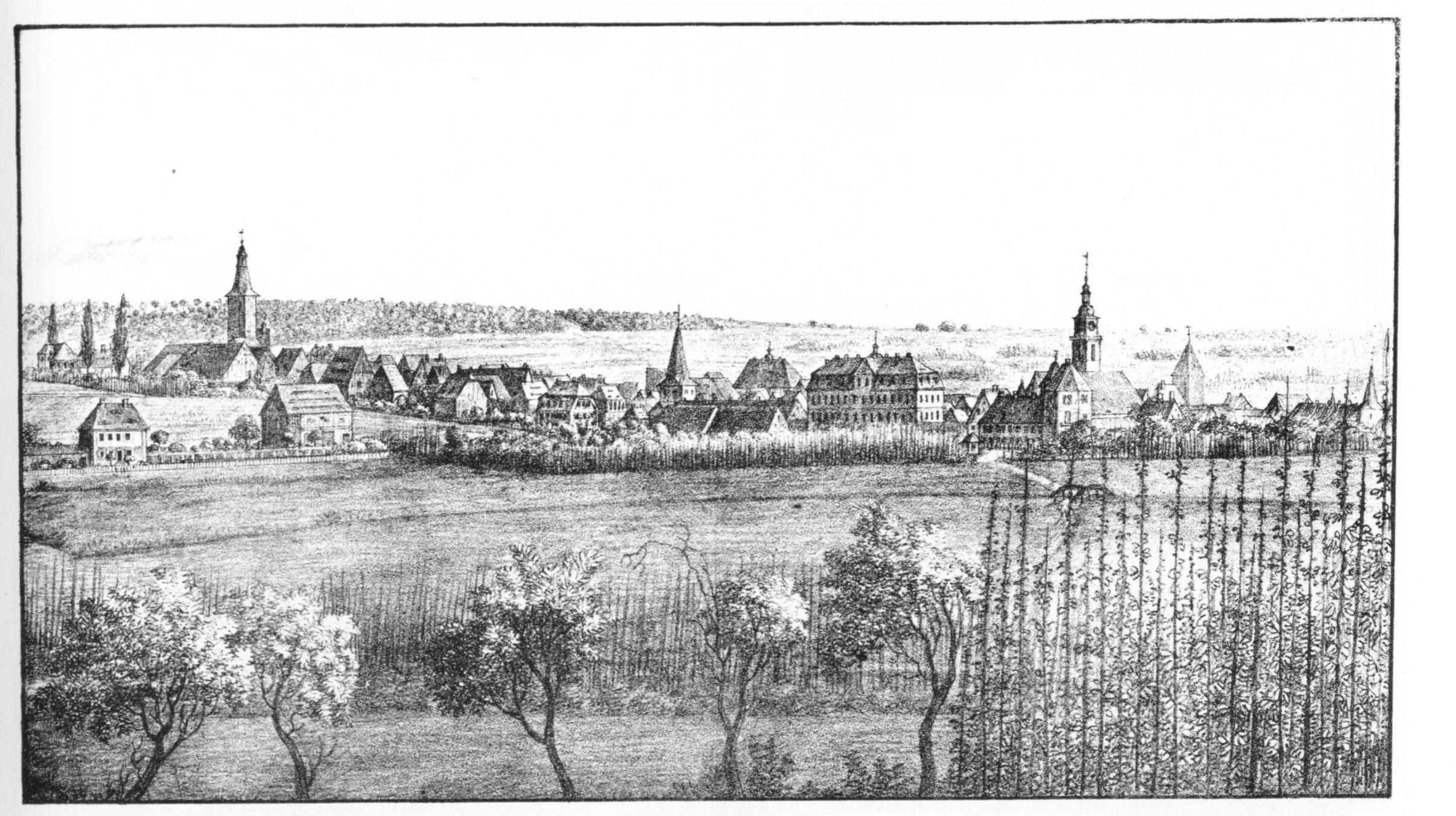
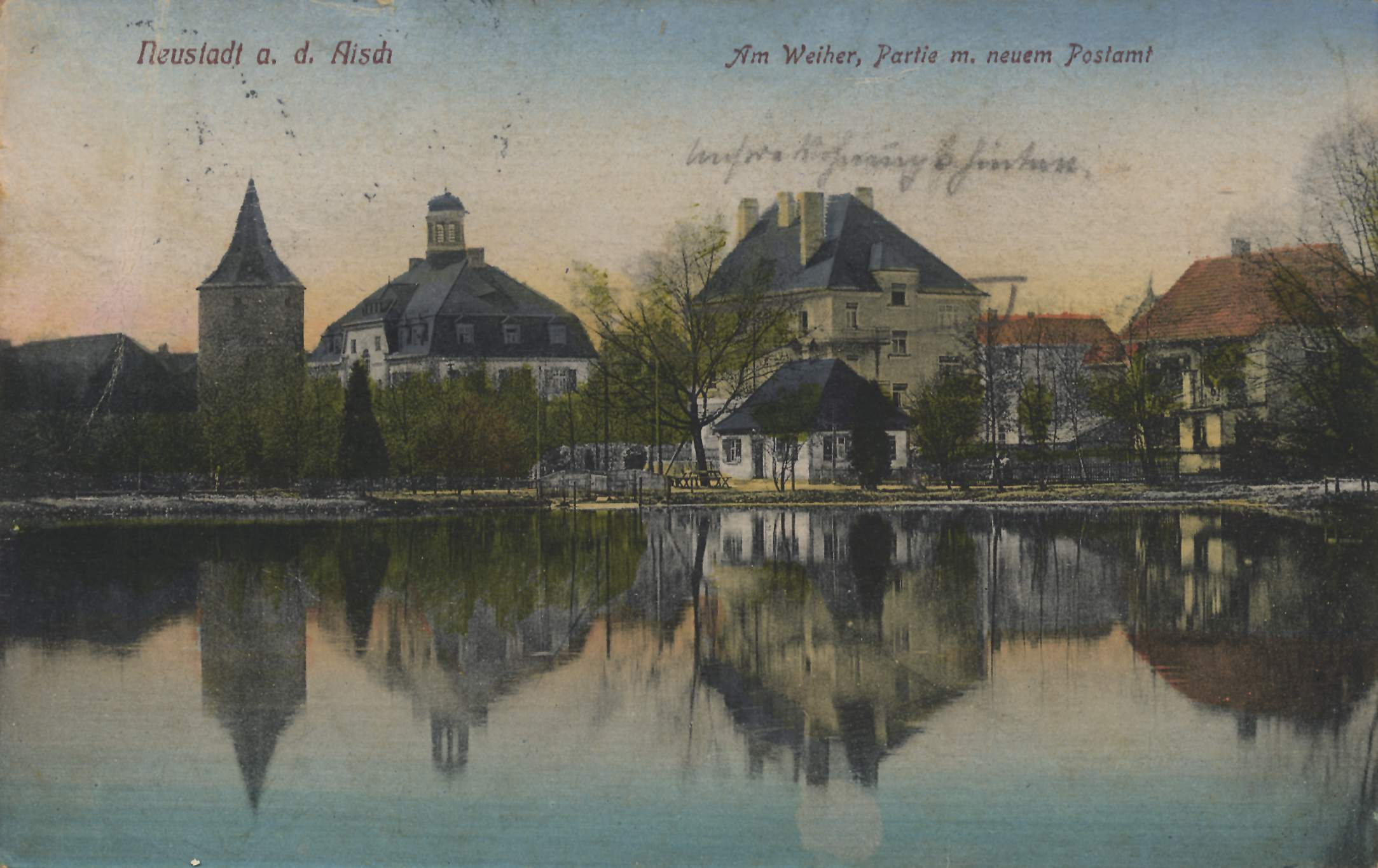
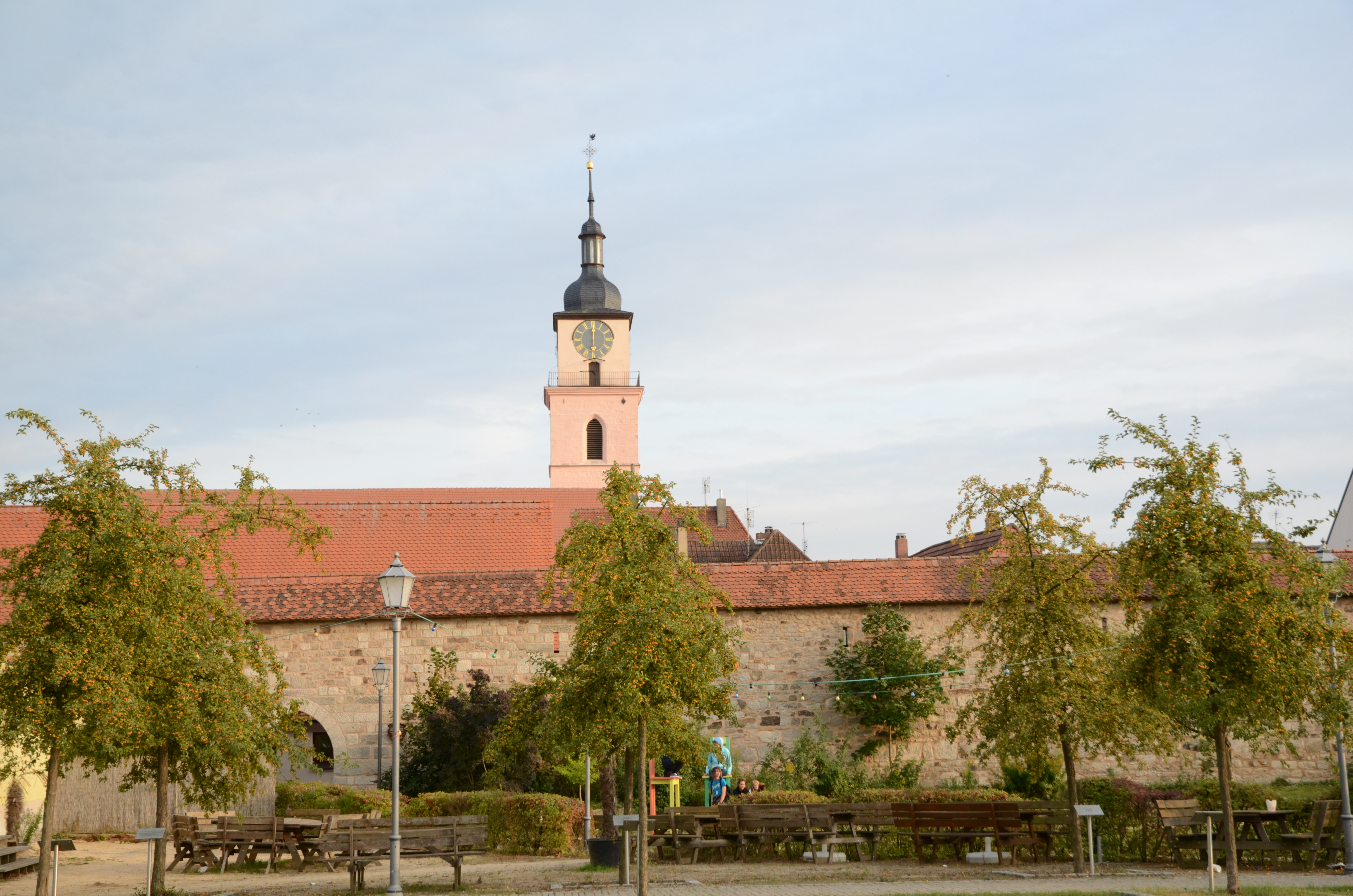
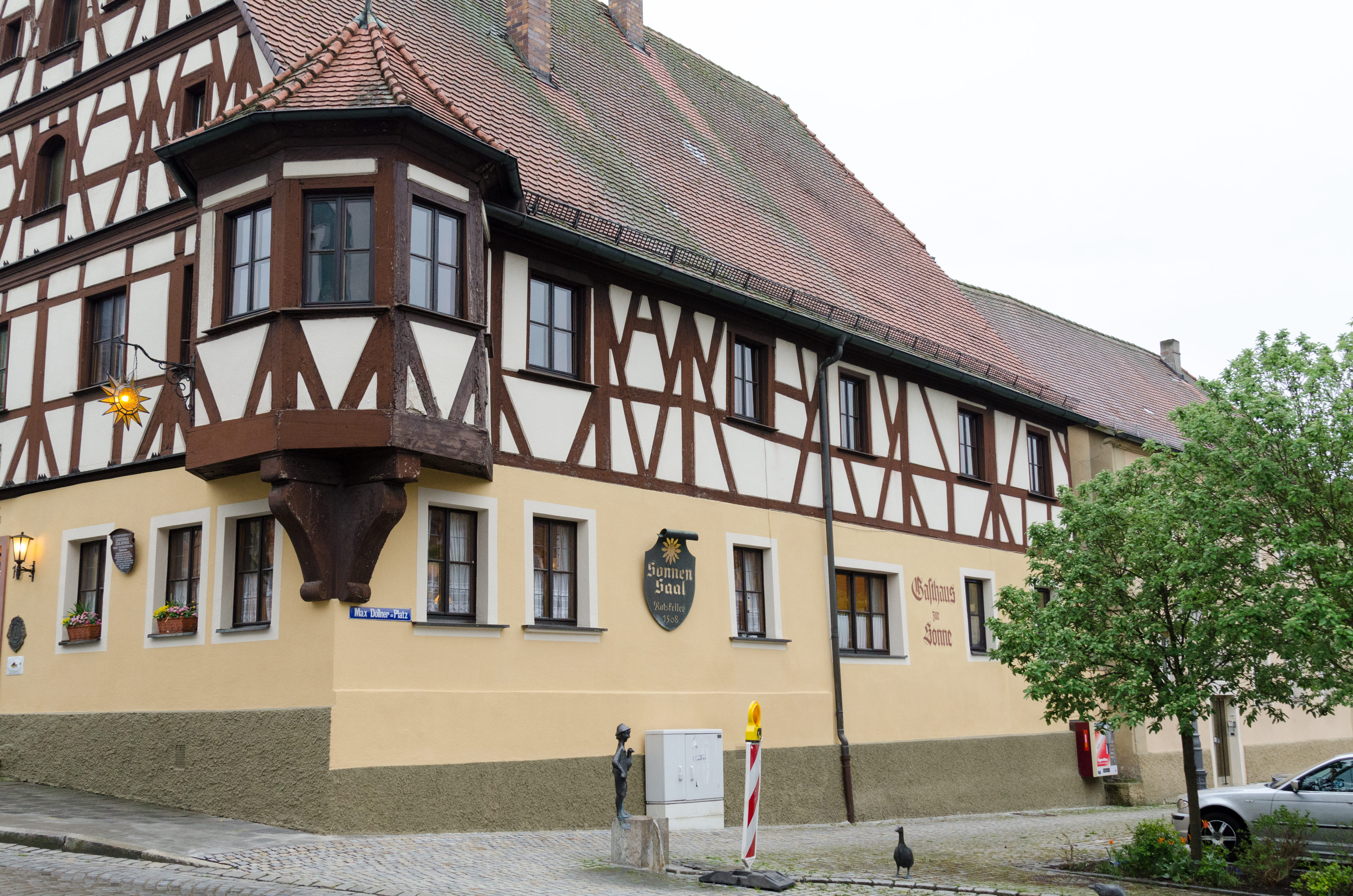
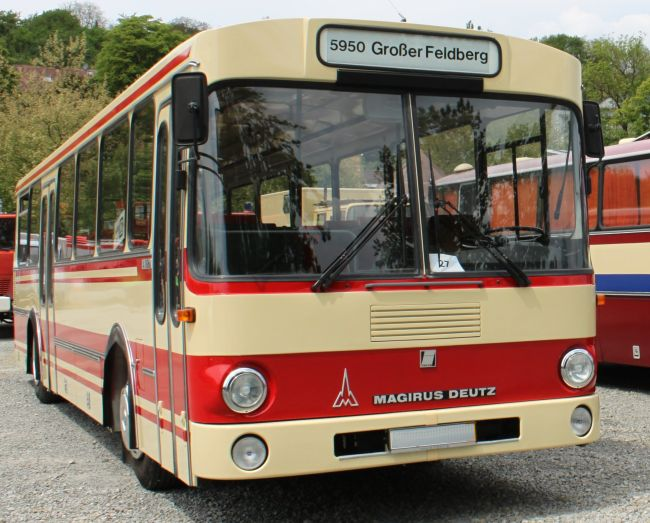

## Відомі особистості
В поселенні народився:
- Армін Шварц (* 1953) — німецький автогонщик ралійник.